# Ingenio
Ingenio est une commune de la communauté autonome des Îles Canaries en Espagne. Elle est située à l'est de l'île de Grande Canarie dans la province de Las Palmas.

## Géographie

### Localisation

Localisation de l'île de Grande Canarie dans les Îles Canaries.
Localisation d'Ingenio dans l'île de Grande Canarie.

|                             | Telde   |                  |
| Valsequillo de Gran Canaria | Ingenio | Océan Atlantique |
|                             | Agüimes |                  |

### Transports
- Route ancienne de Gran Canaria - Puerto Rico
- GC-1 (autoroute)

## Démographie
| Année | Population | Densité    |
| ----- | ---------- | ---------- |
| 1991  | 21.807     | 571,61/km² |
| 1996  | 24.394     | 639,42/km² |
| 2001  | 24.439     | 643,13/km² |
| 2002  | 25.681     | 673,16/km² |
| 2003  | 26.433     | 692,87/km² |
| 2004  | 26.857     | 691,66/km² |
| 2005  | 27.308     | 715,81/km² |
| 2006  | 27.934     | 732,21/km² |
| 2007  | 28.132     | 737,4/km²  |
| 2009  | 29.319     | 768,52/km² |